# سوادي شعيري
سوادي شعيري (الاسم العلمي: Ustilago hordei) هي نوع من الفطريات تتبع جنس فطر السوادي من فصيلة السوادية.
هو الفطر الذي يتسبب بمرض تفحم الشعير.